# Житије Мрђена Несретниковића
„Житије Мрђена Несретниковића” је  југословенски телевизијски филм из 1994. године.  Режирао га је Божидар Бота Николић а сценарио је написао Слободан Стојановић по делу Петра Петровића Његоша.

## Улоге
| Глумац                | Улога               |
| --------------------- | ------------------- |
| Михаило Миша Јанкетић | Мрђен Несретниковић |